# Немоевский, Людвик
Людвик Немоевский (пол. Ludwik Niemojowski, 12 сентября 1823 — 18 декабря 1892, Варшава) — польский прозаик, драматург, этнограф. Участник январского восстания 1863 года.

## Биография
Шляхтич герба Веруш. Родился в селе Радошевице (ныне Пайенченский повят, Лодзинское воеводство, Польши). Племянник Бонавентуры и Винценты Немоевских.
Предводитель дворянства велюньского уезда Калишского воеводства Царства Польского. В 1855 году совершил путешествия в Италию и Тунис. В Италии познакомился с поэтом и этнографом Теофилом Ленартовичем. Печатал заметки о путешествиях в польских изданиях.
Во время польского восстания 1863 года обеспечивал повстанцев провиантом и деньгами. Когда 15 (27) марта 1863 года русские войска разбили под Радошевицеми отряд поляков под командованием полковника Т. Цешковского, царские жандармы доносили, что войт Людвик Немоевский скрывал 8 раненных, а в костёле обнаружены 9 убитых повстанцев, лежащих в крови, укрытые флагом с надписью «Братьям-мученикам 1861 года». Был обвинён в том, что он "хотел возбудить население, вызвать возмущение действиями российских властей и дать повод к новым манифестациям". Кроме того, ему в вину вменялось, что он выдал повстанцам крестьян-«предателей», сочувствующих русским, которых те повесили в апреле 1863 года.
За участие в восстании 1863 года был приговорён властями Российской империи к смертной казни, которая по настоянию наместника Царства Польского Берга позже была заменена на 12-летнюю каторгу в Сибири.
Наказание отбывал в енисейской губернии, затем — в Минусинске, откуда в качестве торгового агента совершил путешествие в Монголию. Занимался этнографическими исследованиями.
Вернулся на родину через 12 лет и поселился в Варшаве, где и умер в 1892 году. Похоронен на варшавском кладбище Старые Повонзки.

## Творчество
В 1851 году опубликовал комедию «Dwa towarzystwa». В 1865 — «Komedie» (Познань) и поэму «Obrazy z Pisma św.».
Автор мемуаров о пребывании в Сибири и Монголии «Письма из Сибири» и «Obrazki z Syberii» (1875), переведенных на английский язык и изданных в Лондоне в 1885 году. Писал новеллы («Сила воли» / «Siła woli»).